# NGC 6939
NGC 6939 је расејано звездано јато у сазвежђу Цефеј које се налази на NGC листи објеката дубоког неба.
Деклинација објекта је + 60° 39' 42" а ректасцензија 20h 31m 30,0s. Привидна величина (магнитуда) објекта NGC 6939 износи 7,8. NGC 6939 је још познат и под ознакама OCL 217.